# Japan Perl Association
Japan Perl Association（ジャパン・パール・アソシエーション、JPA）とは、プログラミング言語Perlの技術および文化の啓蒙・促進のために作られた一般社団法人である。2008年12月に設立され、2009年4月に活動を開始した。Perlに関するセミナーを開催するほか、Perlのイベントの運営などを行う。